# Bueriis
Bueriis (Bueriis in friulano) è una località friulana a circa 18 chilometri a nord di Udine. Bueriis, insieme a Billerio, costituisce il comune di Magnano in Riviera.
La popolazione di Bueriis è di circa 500 abitanti.
Bueriis è famoso in Friuli in quanto è il centro friulano del porfido con diverse ditte che si occupano di tale attività. È inoltre famoso per la fieste dai croz ovvero "festa delle rane", una sagra che si svolge nella parte finale di giugno ed iniziale di luglio.